# Irving Thalberg
Irving Grant Thalberg (Brooklyn, Nueva York, 30 de mayo de 1899-Santa Mónica, California, 14 de septiembre de 1936) fue un galardonado productor cinematográfico estadounidense de las primeras décadas del cine. Era conocido como  The Wonder Boy ("el chico maravilla") por su juventud y por su habilidad innata para elegir buenos guiones, seleccionar a los actores adecuados, contratar al mejor equipo y, sobre todo, hacer rentables todas las películas en las que participó. 
Adueñándose de todas las facetas de la producción, en una época en la que el director aún era considerado el máximo responsable de la película, Thalberg estableció la película de productor. Hombre de frágil salud, moriría a la temprana edad de 37 años, no sin antes haber alterado, y consolidado para siempre el poder de la figura del productor, el que rechaza los créditos pero es dueño absoluto de cada uno de los aspectos de la producción.

## Biografía
Hijo de inmigrantes judío-alemanes, Thalberg nació en Brooklyn, Nueva York, en 1899. De salud frágil, ya de niño tuvo problemas de corazón y otras dolencias que le acompañaron toda su vida. Tras completar sus estudios en 1919, consiguió trabajo en la sucursal neoyorquina de la Universal Pictures, donde ejerció de secretario del legendario fundador del estudio, su tío Carl Laemmle, dueño de los estudios Universal. Persona inteligente, persistente y con una forma de ver la vida muy intensa (debido quizás a su mala salud y a su miedo a una muerte próxima), a los 21 años ya era productor ejecutivo del estudio en Universal City, el estudio de producción de Universal en California.
En 1922 se ganó su reputación de controlador absoluto cuando entabló batalla con Erich von Stroheim, uno de los grandes directores de la época, por la duración de Esposas frívolas, para luego despedirlo fulminantemente de su película Merry-Go-Round. También pasó a controlar cada aspecto de la película Nuestra Señora de París (1923). Dos años más tarde, a la edad de 25 años, se unió a Louis B. Mayer para convertirse en vicepresidente y jefe de producción de Metro Goldwyn Mayer (MGM), el nuevo gran estudio nacido en 1924 de la fusión corporativa entre Metro Picture Corporation (fundada en 1915), Goldwyn Picture Corporation (fundada en 1917), y Louis B. Mayer Pictures (fundada en 1918).
Durante la década siguiente Thalberg iba a producir y supervisar decenas de películas sin necesitar aparecer él en la ficha técnica, ya que el poder de la creación, y su resultado final, eran más importantes para él que el reconocimiento del público. Precursor de la actual figura del productor controlador, Thalberg apareció en una época en la que el director aún era considerado el responsable final de la película, invirtiendo esa tendencia de la historia del cine.
El mayor éxito de Thalberg al frente de MGM fue El gran desfile, de King Vidor, y, hasta su ataque al corazón de 1932, Thalberg originó, reescribió, eligió reparto y montó gran parte de las películas de la MGM de los años 20 y 30. Incluidas Ben-Hur (1925), El gran desfile (1925), Melodías de Broadway (1929), Mata Hari (1931) o Tarzán de los monos (1932), entre otras muchas. 

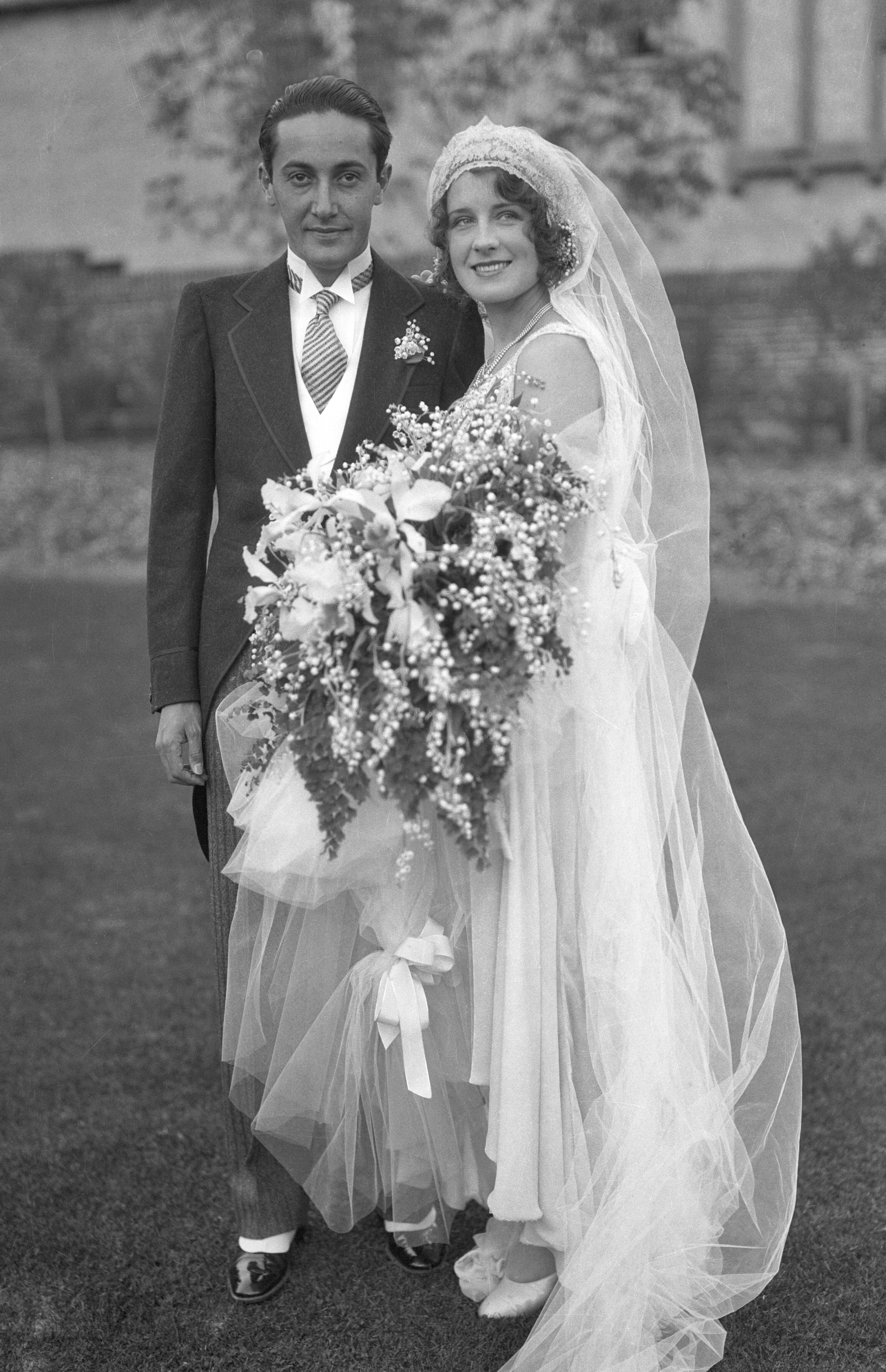
Irving Thalberg y Norma Shearer en 1927

Tras conocer a la actriz Norma Shearer se casó con ella en 1927, con la que tuvo dos hijos Irving Jr. (1930 – 1988) y Katherine (1935 – 2006). Tras el nacimiento de su segundo hijo, Shearer pensó en retirarse, pero su marido estaba obsesionado por convertir a su esposa en la mayor estrella de la pantalla.
El poder de Thalberg era tal que mientras se recuperaba de su ataque cardíaco, Louis B. Mayer decidió sustituirlo por David O. Selznick y Walter Wanger. A su regreso, Thalberg no era más que uno de los productores del estudio. Pero eso no le impidió seguir fabricando algunos de los grandes éxitos de MGM como Grand Hotel (1932), Mutiny on the Bounty (1935), Mares de China (1935), Una noche en la ópera (1935) con los hermanos Marx, No más mujeres (1935), y Romeo y Julieta (1936).

### Enfrentamiento con Erich von Stroheim
No tardó en demostrar su tenacidad al enfrentarse al conocido director Erich von Stroheim por la duración de Esposas tontas' (1922). El biógrafo Roland Flamini señala que la película era la "joya" más cara de Universal jamás producida, y su director y estrella, von Stroheim, estaba llevando la película muy por encima del presupuesto. Thalberg, ahora director general de Universal, se vio obligado a hacer que el director finalizara rápidamente la producción antes de que se agotara el capital circulante del estudio. Flamini describe la situación:: 30 

Sólo el coste de aquel decorado ya había dejado perplejo a Thalberg cuando se enteró, pero fue el gasto obsesivo de von Stroheim en detalles innecesarios lo que finalmente llevó a Thalberg a enfrentarse con el formidable director.

Thalberg hizo que von Stroheim acudiera a su despacho, lo que hizo todavía vestido con su traje cinematográfico de guardia imperial ruso y escoltado por miembros de su equipo de producción. Thalberg le dijo tranquilamente: "He visto toda la película y tienes todo lo que necesitas para el filme. Quiero que dejes de rodar", a lo que von Stroheim respondió: "Pero aún no he terminado". "Sí, lo has hecho", dijo Thalberg. "Has gastado todo el dinero que esta compañía puede permitirse. No puedo permitir que gastes más".: 13 
Thalberg explicó en voz baja que el director trabajaba a las órdenes del productor, y que era su responsabilidad controlar los costes. Von Stroheim, rodeado de sus ayudantes, se enfrentó entonces a Thalberg: "Si usted no fuera mi superior, le partiría la cara". Thalberg, inquebrantable, dijo: "Que eso no te detenga". : 32  Poco después, Thalberg retiró las cámaras del estudio de von Stroheim y se hizo cargo del montaje. El metraje sin cortes se redujo de cinco horas y media a tres horas, para profundo descontento de von Stroheim.
Un problema similar surgió con la siguiente película de von Stroheim, Merry-Go-Round (1923). Aunque le había prometido a Thalberg que esta vez no sobrepasaría el presupuesto, continuó con la producción hasta duplicar la duración acordada y aún no estaba a punto de terminarse. Flamini especula por qué ocurrió esto:
Dados sus problemas anteriores con Thalberg, el comportamiento del director parecía suicida. Es posible, sin embargo, que la idea del despido le resultara simplemente impensable o que sintiera que podía pasar por encima de Thalberg ante Laemmle, y el jefe del estudio seguramente querría mantener contento a su director más prestigioso.: 34 
Thalberg volvió a llamar a von Stroheim a su despacho, le entregó una larga carta escrita y firmada por él mismo, en la que describía los problemas, y despidió sumariamente a von Stroheim a partir de ese momento. La carta de Thalberg exponía entre las razones,
actos de insubordinación totalmente inexcusables y repetidos... ideas extravagantes que usted no ha estado dispuesto a sacrificar... retrasos innecesarios... y su aparente idea de que usted es más grande y más poderoso que la organización que le emplea.{rp|35}}
Su despido de von Stroheim fue considerado un "terremoto en los círculos cinematográficos", señala Flamini. El productor David O. Selznick dijo que "era la primera vez que se despedía a un director. Se necesitaron grandes agallas y coraje... Von Stroheim era totalmente indiferente al dinero y podría haber seguido adelante y gastado millones, sin que nadie se lo impidiera".: 36  La opinión fue compartida por el director Rouben Mamoulian, quien dijo que el "pequeño tipo de la Universal", de un solo golpe, había "afirmado la primacía del estudio sobre el director" y alterado para siempre el equilibrio de poder en la industria cinematográfica.{rp|36}}

### Efectos de su corta edad
Según Flamini, su juventud fue tema de conversación en la comunidad cinematográfica. Ejecutivos de otros estudios, actores y personal de rodaje le confundían a menudo con un empleado subalterno. La columnista de cine Louella Parsons, cuando se lo presentaron por primera vez, preguntó: "¿Cuál es el chiste? ¿Dónde está el nuevo director general?". Sin embargo, a los cinco minutos de hablar con Thalberg, escribió más tarde sobre el "Chico Maravilla de Universal": "Podía ser un niño en apariencia y edad, pero no era la mente de un niño a la que se le pedía que se ocupara de la intrincada política de Universal City.": 37  La novelista Edna Ferber respondió de la misma manera, escribiendo que "había imaginado a los productores de películas como grandes caballeros fumando puros de gran tamaño. Pero este joven cuya palabra parecía tan definitiva en Universal City... me impresionó profundamente.": 9 
Los actores masculinos del estudio tuvieron una reacción similar. Lionel Barrymore, que casi le doblaba la edad, recordaba sus encuentros:

Solía entrar en su despacho con la sensación de estar dirigiéndome a un niño. En un momento, era yo quien se sentía joven e inexperto. Sentía que no era uno, sino los cuarenta discípulos.: 39 

Thalberg también se ganó el respeto de los principales dramaturgos, algunos de los cuales también le despreciaban debido a su juventud. George S. Kaufman, coautor de Dinner at Eight, varias películas de los hermanos Marx y dos obras de teatro de George Gershwin, vino desde Nueva York para reunirse con Thalberg. Después le confió a su amigo, Groucho Marx: "Ese hombre nunca ha escrito una palabra, y sin embargo puede decirme exactamente qué hacer con una historia. No sabía que hubiera gente así por aquí.": 189 
La actriz Norma Shearer, con la que más tarde se casó, se sorprendió después de que él la saludara en la puerta y luego la acompañara a su oficina para su primera entrevista de trabajo: "¿Entonces no eres el chico de la oficina?", le preguntó. Él sonrió, mientras se sentaba detrás de su escritorio: "No, señorita Shearer, soy Irving Thalberg, vicepresidente de la Mayer Company. Soy el hombre que la mandó llamar.": 44 
Su edad, más joven de lo normal para un ejecutivo de un estudio, solía mencionarse incluso después de dejar la Universal para ayudar a poner en marcha la MGM. La guionista Agnes Christine Johnson, que trabajó con Thalberg durante años, describió su contribución durante las reuniones:

Es tan maravilloso que nadie que no lo conozca puede creerlo. Al véase sentado con toda la gente importante, con cara de niño, y siendo respetado por todo el mundo, uno pensaba que o bien ellos estaban locos o bien lo estabas tú. Pero si te quedas y escuchas, lo entenderás. Tiene una mente como un látigo. ¡Rápido! Tiene una idea, la idea correcta, ¡la única idea! : 73 

La misma cualidad fue observada por el director y guionista Hobart Henley: "Si algo que se lee bien en conferencia resulta no ser tan bueno en la pantalla, acudo a él y, así -Henley chasquea los dedos-, tiene un remedio. Es brillante.": 74  Otro ayudante de producción de Thalberg explica:

Irving tenía un sexto sentido sobre un manuscrito. Era un médico de cine. Podías ir [a un preestreno] con una película, y si había algo que no encajaba, él podía poner el dedo en la llaga. Algunas de las grandes películas de la Metro se rehicieron por sugerencia suya. Tenía esa extraña habilidad.: 59–60 

Su juventud también contribuyó a su apertura mental a las ideas de los demás. Conrad Nagel, que protagonizó numerosas películas de Thalberg, relató que, en general, Thalberg sentía empatía por aquellos con los que trabajaba: "Thalberg nunca levantaba la voz. Se limitaba a mirarte a los ojos, hablaba en voz baja y, al cabo de unos minutos, te hechizaba.": 74  El abogado del estudio Edwin Loeb, que también trabajó para crear AMPAS, explicó que "la verdadera base del éxito de Irving era su capacidad para mirar la vida a través de los ojos de cualquier persona. Tenía un don de empatía, y una perspectiva casi total": 74 . Esas opiniones también las compartía el productor Walter Wanger: "Pensabas que estabas hablando con un sabio indio. Podía hechizar a cualquiera."
Su talento como productor se veía potenciado por sus "casi milagrosos" poderes de concentración, señala el crítico de cine J. Hoberman. Como resultado, nunca se aburría ni se cansaba, y complementaba su tiempo libre con la lectura para su propio entretenimiento, recuerda el guionista Bayard Veiller, siendo algunos de sus autores favoritos Francis Bacon, Epicteto e Immanuel Kant.

## Muerte
Thalberg estaba trabajando en la preproducción de Un día en las carreras (1937) y Marie Antoinette (1938),  cuando enfermó el 8 de septiembre de 1936; su pronóstico fue catarro, seguido de fiebre y diagnóstico de neumonía. Su frágil salud no lo resistió y falleció de neumonía el 15 de septiembre a la edad de 37 años en Santa Mónica, California. 
El entierro de Irving Thalberg tuvo lugar el 17 de septiembre, con una ceremonia en el Wilshire Boulevard Temple. Docenas de estrellas de cine, miles de personas y los grandes magnates de la industria, Louis B. Mayer, Adolph Zukor, los hermanos Jack Warner y Harry Warner, se reunieron para despedir al hombre que había cambiado para siempre la figura del productor. Thalberg fue enterrado en el Gran Mausoleo del Forest Lawn Memorial Park en Glendale, California, donde descansa actualmente al lado de su mujer Norma Shearer, en la cripta Norma Shearer Arrouge (en la lápida de Thalberg se puede leer: "My Sweetheart Forever" (Mi amor para siempre).

## Legado
Desde 1937 se otorga el Premio en memoria de Irving Thalberg (Irving G. Thalberg Memorial Award), destinado a premiar a personajes especialmente importantes en el mundo de la producción cinematográfica, y que consiste en un pequeño busto del mismo Irving Thalberg a diferencia de la familiar estatuilla del Óscar.

## Filmografía

### Productor
| - Reputation (1921) - Esposas frívolas (1922) - Merry-Go-Round (1923) - Nuestra Señora de París (1923) - His Hour (1924) - He Who Gets Slapped (1924) - Greed (1924) - The Unholy Three (1925) - The Merry Widow (1925) - The Tower of Lies (1925) - El gran desfile (1925) - Ben-Hur (1925) - Torrent (1926) - La Bohème (1926) - Brown of Harvard (1926) - The Road to Mandalay (1926) - The Temptress (1926) - Valencia (1926) - Flesh and the Devil (1926) - Twelve Miles Out (1927) - The Student Prince in Old Heidelberg (1927) - London After Midnight (1927) - The Crowd (1928) - Laugh, Clown, Laugh (1928) - White Shadows in the South Seas (1928) - Show People (1928) - West of Zanzibar (1928) - La melodía de Broadway (1929) - The Trial of Mary Dugan (1929) - Voice of the City (1929) - Where East Is East (1929) - The Last of Mrs. Cheyney (1929) - The Hollywood Revue of 1929 (1929) - Hallelujah! (1929) - His Glorious Night (1929) - The Kiss (1929) - Anna Christie (1930) - Redemption (1930) - The Divorcee (1930) - The Rogue Song (1930) - The Big House (1930) - The Unholy Three (1930) - Let Us Be Gay (1930) - Billy the Kid (1930) - Way for a Sailor (1930) | - A Lady's Morals (1930) - Inspiration (1931) - Trader Horn (1931) - The Secret Six (1931) - A Free Soul (1931) - Just a Gigolo (1931) - Men Behind Bars (1931) - The Sin of Madelon Claudet (1931) - The Guardsman (1931) - The Champ (1931) - Possessed (1931) - Private Lives (1931) - Mata Hari (1931) - Freaks (1932) - Tarzán de los monos (1932) - Grand Hotel (1932) - Letty Lynton (1932) - As You Desire Me (1932) - Red-Headed Woman (1932) - Smilin' Through (1932) - Red Dust (1932) - Rasputin and the Empress (1932) - Strange Interlude (1932) - Tugboat Annie (1933) - Bombshell (1933) - Eskimo (1933) - La Veuve Joyeuse (1934) - Riptide (1934) - The Barretts of Wimpole Street (1934) - The Merry Widow (1934) - What Every Woman Knows (1934) - Biography of a Bachelor Girl (1935) - No más mujeres (1935) - Mares de China (1935) - Mutiny on the Bounty (1935) - Una noche en la ópera (1935) - Riffraff (1936) - Romeo y Julieta (1936) - Camille (1936) - Maytime (1937) - Un día en las carreras (1937) - Broadway Melody of 1938 (1937) - The Good Earth (1937) - Marie Antoinette (1938) |

### Escritor
- The Trap (1922)
- The Dangerous Little Demon (1922)

## Premios
| Año  | Premio            | Resultado | Categoría                 | Película                       |
| ---- | ----------------- | --------- | ------------------------- | ------------------------------ |
| 1928 | Premios Óscar     | Ganador   | Óscar a la mejor película | Melodías de Broadway           |
| 1923 | Premios Photoplay | Ganador   | Medalla de honor          | El gran desfile                |
| 1932 | Premios Photoplay | Ganador   | Medalla de honor          | Smilin' Through                |
| 1934 | Premios Photoplay | Ganador   | Medalla de honor          | The Barretts of Wimpole Street |